# Constitución (Chile)
Constitución ist eine Stadt im Zentrum Chiles, die unmittelbar am Pazifik liegt. Sie gehört zur Región del Maule und hatte im Jahr 2017 rund 46.000 Einwohner. Constitución war eine der durch das Erdbeben vom 27. Februar 2010 am stärksten betroffenen Orte des Landes.

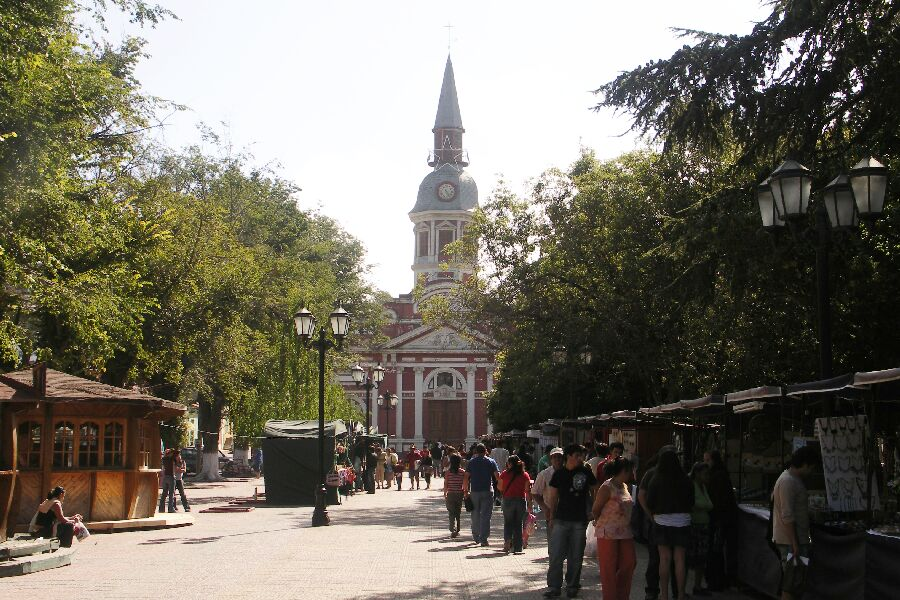
Plaza von Constitución mit Kirche

## Geographie

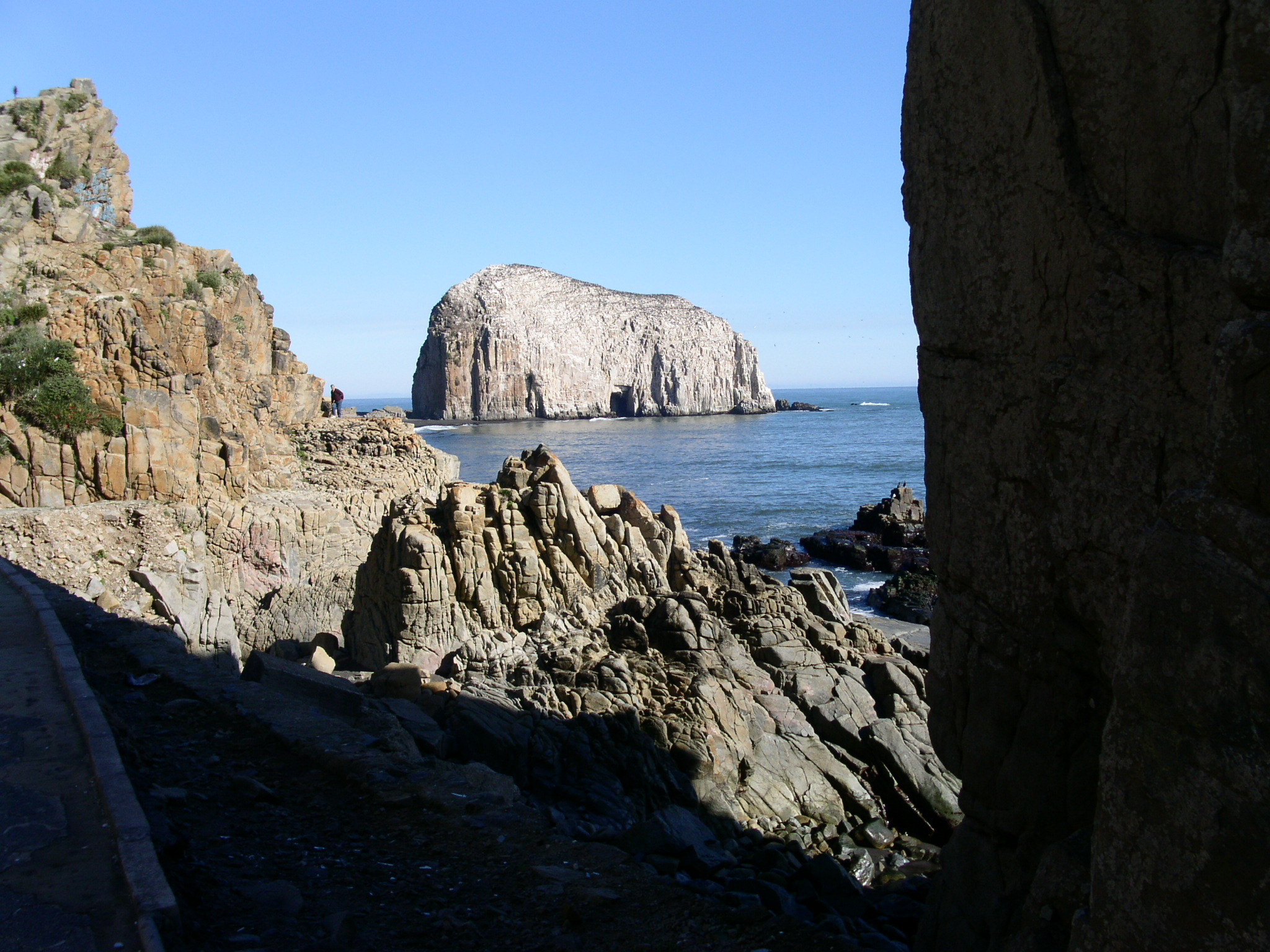
Wahrzeichen von Constitución

Die Hafenstadt Constitución liegt rund 100 km westlich von Talca an der Mündung des Río Maule in den Pazifik.

## Geschichte

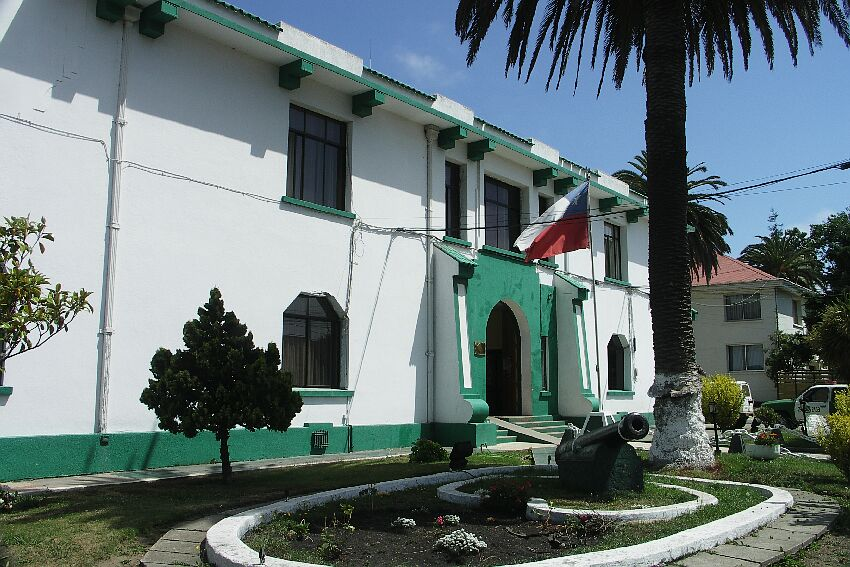
Constitución

Der Río Maule bildete in präkolumbischer Zeit möglicherweise eine Zeitlang die Grenze zwischen dem Inkareich und den Siedlungsgebieten der Mapuche. Diego de Almagro sandte 1536 seinen Gefolgsmann Gómez de Alvarado Richtung Süden. Bis zum Río Maule trafen sie kaum auf Widerstand. Am Río Itata wurden sie in schwere Kämpfe mit den Mapuche verwickelt und mussten sich zurückziehen.
1544 erreichte eine Expedition unter Francisco de Villagra und Pedro de Valdivia die Gegend erneut. Man errichtete ein kleines Fort in der Mündung des Flusses. Dieses war später Ausgangspunkt für die Expeditionen von Juan Bautista Pastene in Richtung Magellanstraße.
Die Besiedelung begann um 1578 als Marinekapitän Juan Jufré an der Mündung des Río Maule eine kleinere Bootswerft errichtete. Die Stadt wurde 1793 unter dem damaligen Namen Nueva Bilbao de Gardoqui auf dem Besitz von Josefa de Olivares gegründet.
Während des Kalifornischen Goldrausches 1848 kamen rund 30.000 Chilenen über den Río Maule nach Constitución, um von dort in die USA zu reisen.
Am 22. Mai 1960 wurde die Stadt beim Erdbeben von Valdivia und durch den nachfolgenden Tsunami schwer zerstört.
Ein ähnliches Szenario ereignete sich bei dem schweren Erdbeben vom 27. Februar 2010, dessen Epizentrum nur etwa 60 Kilometer südlich der Stadt lag. Große Teile der nah am Pazifik gelegenen Stadtteile wurden von der hohen Flutwelle des unmittelbar auf das Beben folgenden Tsunamis vernichtet, Hunderte Menschen starben, als die der Maulemündung vorgelagerte und touristisch stark genutzte, flache Insel Isla Orrego von dem Tsunami komplett überflutet wurde. Nur die an den Hängen liegenden Armenviertel blieben verschont.

## Sehenswürdigkeiten
Die Stadt umgeben lange schwarze Strände aus Lava, allerdings ist die Umwelt durch die Zellulose-Produktion geschädigt. Der Río Maule bietet sich für Flussfahrten mit Kanu und Kajak an. Einige Abschnitte des Flusses laden zum Rafting ein.
25 km nördlich von Constitución liegen die Sanddünen von Putú, diese riesigen Dünen ziehen sich über Kilometer hin.
Eine Touristenattraktion ist der Personenzug Talca-Constitución, der überwiegend am Río Maule entlang von Talca nach Constitución fährt. 50 km südlich der Stadt bei Chanco liegt das nationale Reservat Federico Albert.
Jedes Jahr im Februar wird die Semana Maulina mit vielen Künstlern gefeiert und der traditionellen Nacht Noche Veneciana.

## Wirtschaft
Constitución ist einer der wichtigsten Standorte zur Produktion von Zellulose in Chile. Um die Stadt herum gibt es große Plantagen von Pinien und Eukalyptus.

## Persönlichkeiten
- Juan Quiñones (1899–1970), Fußballspieler